# 本多忠政
本多忠政（日语：／ Honda Tadamasa，1575年—1631年9月6日），日本安土桃山時代至江戶時代前期武將、大名。父親是德川家康的重臣本多忠勝（後來的桑名藩初代藩主）。伊勢桑名藩第2代藩主、播磨姫路藩初代藩主。忠勝系本多家第2代宗家。

## 生平
在天正3年（1575年）出生，家中長男。
初陣是天正18年（1590年）的小田原征伐，攻擊武藏岩槻城而立下戰功。在慶長3年（1598年）3月敘任從五位下並稱美濃守。
在慶長5年（1600年）的關原之戰中屬於德川秀忠軍進入中山道，在第2次上田合戰中亦有從軍。在慶長14年（1609年）6月因為父親忠勝隱居而繼任家督並成為桑名藩第2代藩主。
後來参加大坂之陣，在慶長19年（1614年）10月11日的冬之陣中被任命為德川軍的先鋒。忠政於德川軍包圍大坂城時在北方的天神橋佈陣。冬之陣完結後，家康歸國時曾在桑名逗留。冬之陣的休戰和議締結後，在德川家填平大坂城的濠溝時，與松平忠明等人擔當填平濠溝的奉行。慶長20年（1615年）的夏之陣中負責京都御所的警備，之後與家康的軍勢一同南下，於5月7日與豐臣方的薄田兼相和毛利勝永等人戰鬥。與薄田軍的合戰獲得勝利，但是在與毛利軍戰鬥時敗北。在這場合戰中取得292個敵人的首級。
戰後，因為這些功績而被賞賜西國的領地，在元和3年（1617年）7月14日成為姬路城城主並獲得15萬石。在寬永3年（1626年）8月被任命為從四位下侍從。
忠政在寬永16年（1631年）8月10日於姬路死去。享年57歲。由於嫡男忠刻在寬永3年（1626年）已經去世，因此家督由次男政朝繼承。

## 人物
- 與姐夫真田信之在上田城說服真田昌幸的事十分有名。與大姐小松姫的丈夫真田信之關係很好。

- 在父親忠勝死後與弟弟忠朝爭奪遺産，雖然繼承權被確認，但是家康對此說出「（對決定沒有異議的）忠朝是更像忠勝的武將」（忠朝のほうが忠勝に似て武将にふさわしい）的說話來諷刺忠政。